# Коле Додо (Рим)
Коле Додо је насеље у Италији у округу Рим, региону Лацио.
Према процени из 2011. у насељу је живело 135 становника. Насеље се налази на надморској висини од 370 м.